# Louskáček

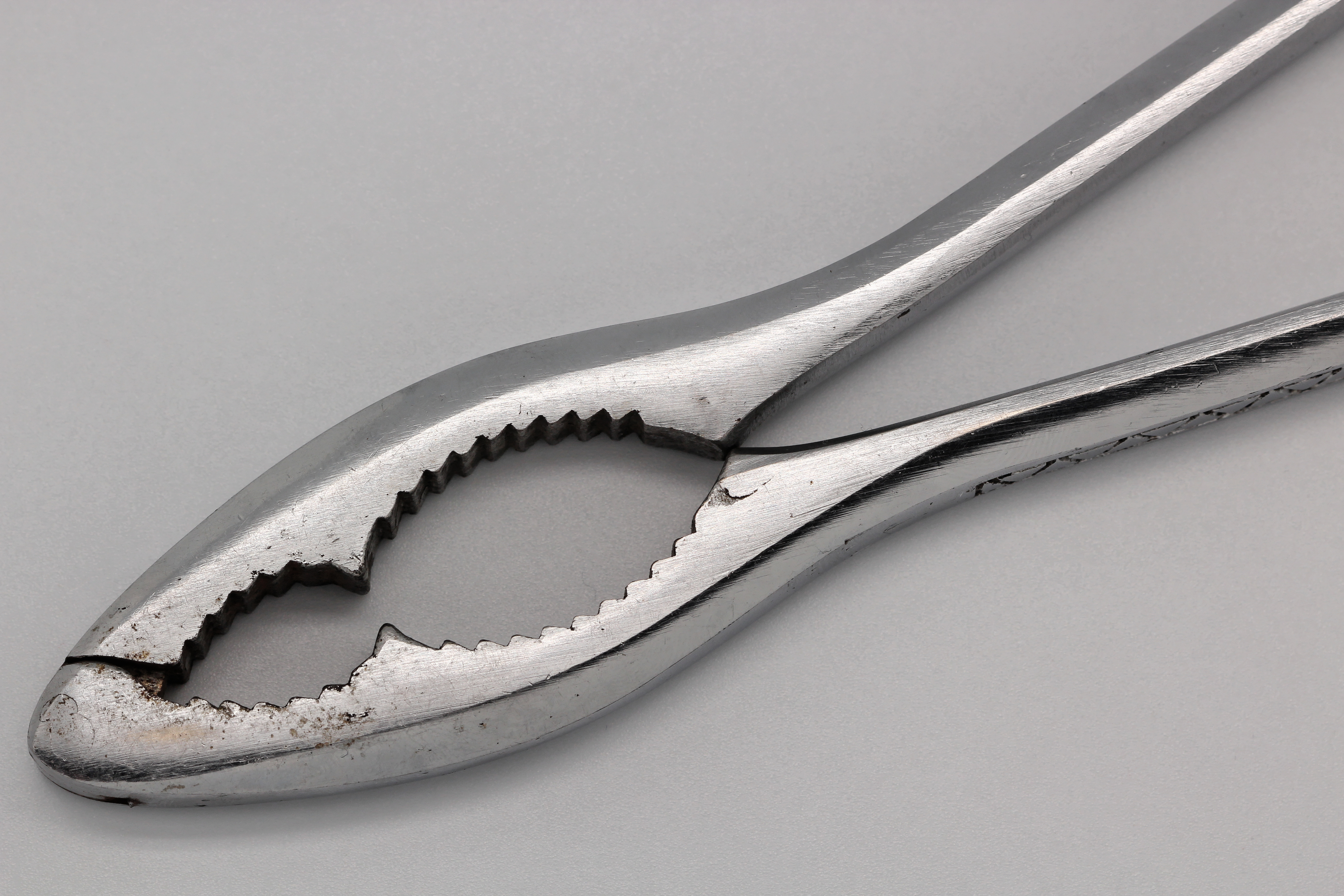
Louskáček na ořechy

Louskáček je pracovní kuchyňský nástroj, specializované kleště určené pro drcení nebo rozlamování skořápek ořechů či jiných rostlinných jader s pevnou slupkou. Z technického hlediska se jedná o jednozvratnou páku.

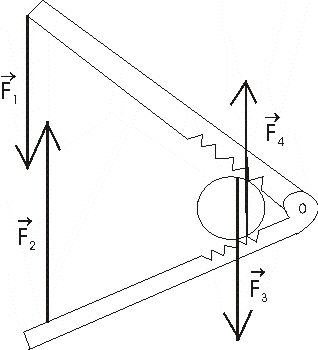
Náčrt funkce louskáčku
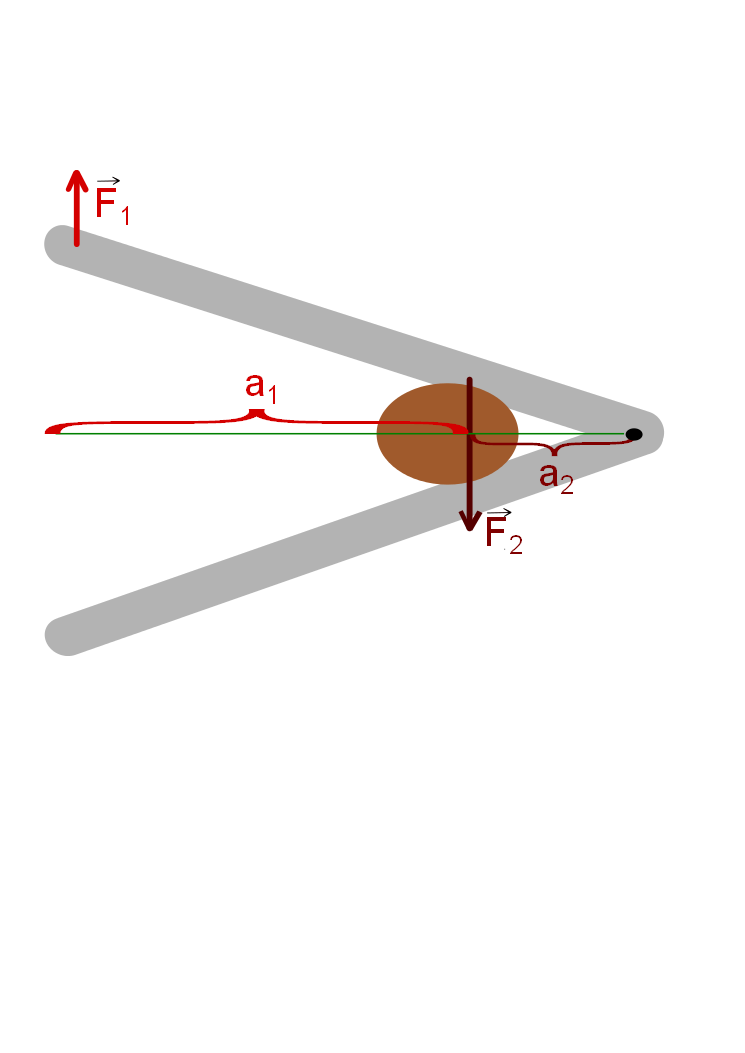
Náčrtek louskáčku včetně zobrazení působících sil